# クラスノゴルスク
座標: 北緯55度49分 東経37度20分 / 北緯55.817度 東経37.333度

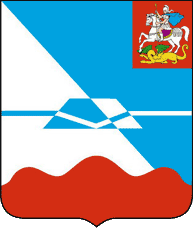
クラスノゴルスクの市章

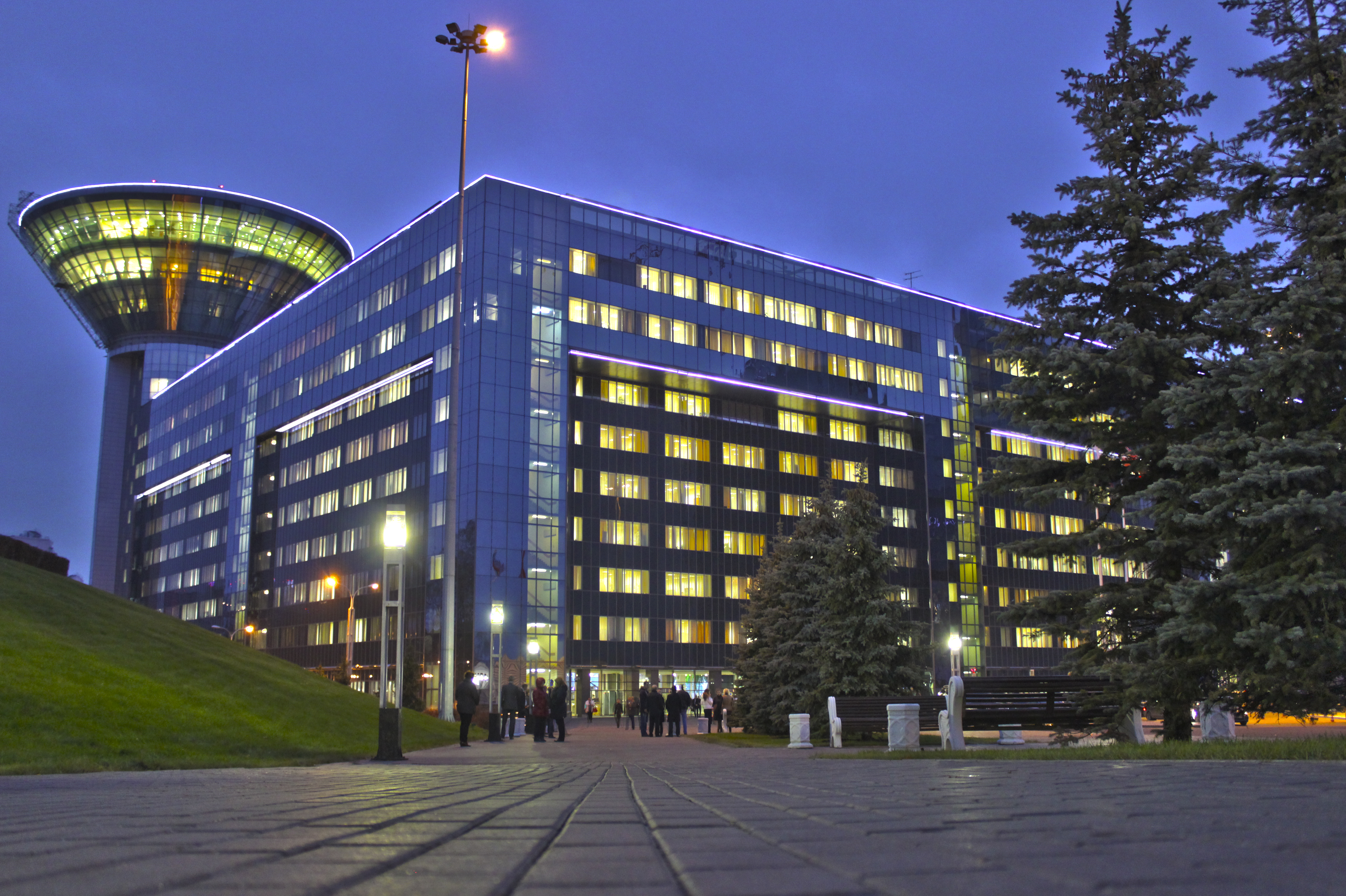
モスクワ州政府庁舎

クラスノゴルスク（ロシア語: Красного́рск、ラテン文字表記の例: Krasnogorsk）は、ロシアのモスクワ州にある都市。人口は18万7634人（2021年）。首都モスクワの北西の境界に接しており、モスクワ市との間にはモスクワ環状道路（MKAD）が走っている。モスクワ市中心部からは25キロメートルほど。オカ川の支流モスクワ川に沿う。最寄の町は、ヒムキとデドフスクで、それぞれ15キロメートルほど離れている。
「ゾルキ」や「ゼニット」などのカメラを生産したカメラメーカー・光学機器メーカーのS・A・ズヴェーレフ記念クラスノゴールスク工場（KMZ）はクラスノゴルスクを本社としており、市の紋章にはレンズと屈折する光と、市の名前（赤い山の町）に基づく赤い山型が描かれている。

## 歴史

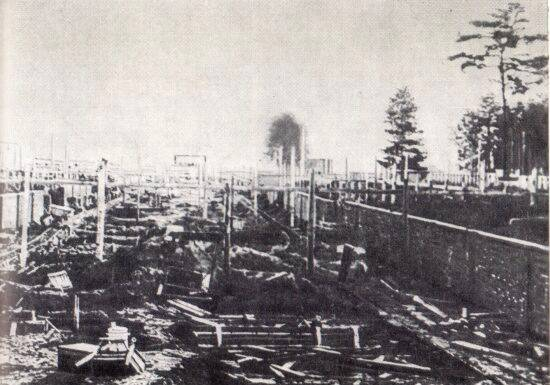
S・A・ズヴェーレフ記念クラスノゴールスク工場（KMZ）の建設

クラスノゴルスクのある場所にはバニキ（Баньки）、パフシノ（Павшино）、チェルネヴォ（Чернево）など19世紀以来のモスクワの近郊農村がいくつかあり、19世紀後半から繊維工場が建ち始め労働者が集まり始めた。十月革命後は企業は国有化された上にモスクワ市内に移転し労働者は減ったが、その後の1927年、リガにあったカール・ツァイスの子会社を前身とするポドリスキー機械工場がこの地に工場を開いた。1931年にはソ連最大の光学機器工場とその労働者団地を建設するという計画が認可され、1932年4月10日に村落が合併して都市型集落クラスノゴルスクとなった。1930年代後半には都市基盤整備が進み、光学機器工場の建設やモスクワ地下鉄の建設にコンクリートを提供する大型コンクリート工場も盛んに操業した。1940年に市となった。

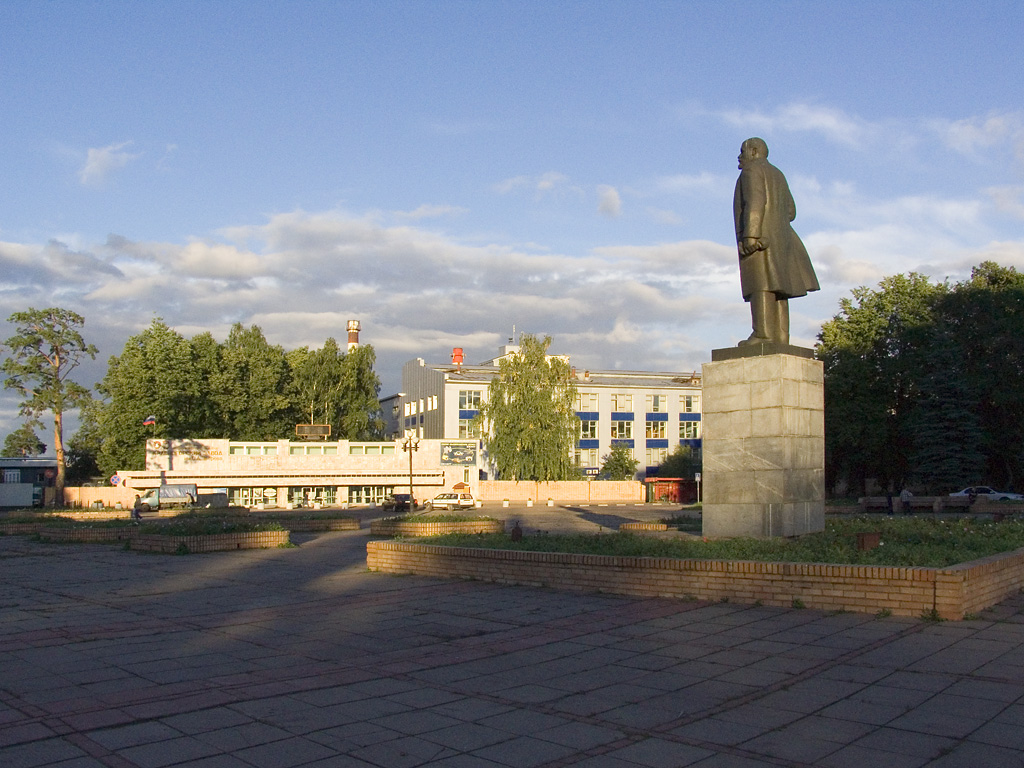
クラスノゴルスクのオプチコフ広場とレーニン像。後方はS・A・ズヴェーレフ記念クラスノゴールスク工場（KMZ）の建物

第二次世界大戦（独ソ戦）のうち、1941年後半に展開されたモスクワの戦いでは、ドイツ軍はクラスノゴルスクの郊外にまで迫り、光学機器工場は戦いを避けて疎開した。ドイツ軍撤退後の1942年2月には工場は再開している。1940年代には世界各国の共産主義者が学んだ反ファシスト中央学校がクラスノゴルスクに置かれていた。
戦中にはドイツ軍の捕虜収容所がクラスノゴルスクに置かれ、参謀本部情報局（GRU）の管理下で政治的エリートを収容する特別な収容所がルニョヴォ（Лунёво）に置かれた。1943年7月12日には「自由ドイツ国民委員会」（Nationalkomitee Freies Deutschland）が、同年9月には「ドイツ将校同盟」（Bund Deutscher Offiziere）が、ルニョヴォ収容所でソ連の後援により結成されている。戦後はドイツ軍に加えてシベリア抑留の対象となった日本軍やポーランド人の捕虜も連行されてきた。
日本人は第27収容地区（ラーゲリ）で労働を強いられ、亡くなった者のための日本人墓地も作られた。
戦後のクラスノゴルスクの復興や不足する住宅・工場の建設には多くの捕虜が関わっている。ソ連が連行したドイツのV2ロケットの技術者とその家族もクラスノゴルスクに住んでいた。
都市は戦後拡大し、2004年にも周囲の村落などを併合している。1994年にはロシア初の18ホールのゴルフ場、モスクワ・カントリークラブが完成している。2009年にはモスクワ地下鉄初となるモスクワ市外の駅であるミャキニノ駅が民間資本により開業し、その周辺はクロッカス・シティ・コンプレックス（クロッカス・シティ・モール、クロッカス・エキスポ、ホテル、クロッカス・シティ・ホール）という新市街になっている。2024年3月22日、本地でISILによる銃乱射事件が発生した。

## 交通

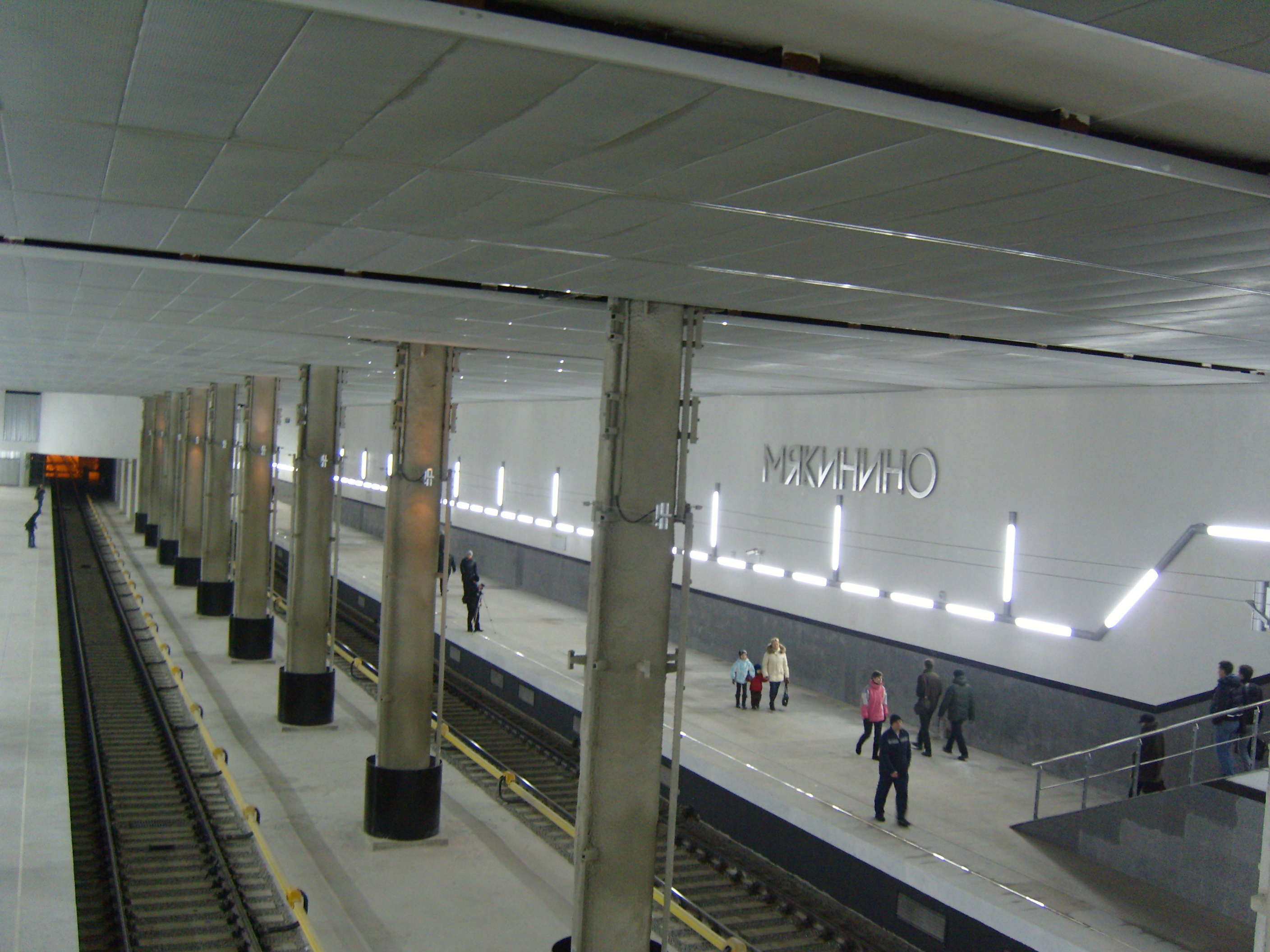
地下鉄ミャキニノ駅

クラスノゴルスクにはM9幹線道路が通るほか、モスクワからリガに向かう鉄道も通る。
モスクワ地下鉄のアルバーツコ＝ポクローフスカヤ線は2009年に西方に延伸した。そのうち一部がクラスノゴルスク市内を走り、ミャキニノ駅はクラスノゴルスク市内にある。この駅はモスクワ市外にはじめて開設された地下鉄駅であった。

## 産業

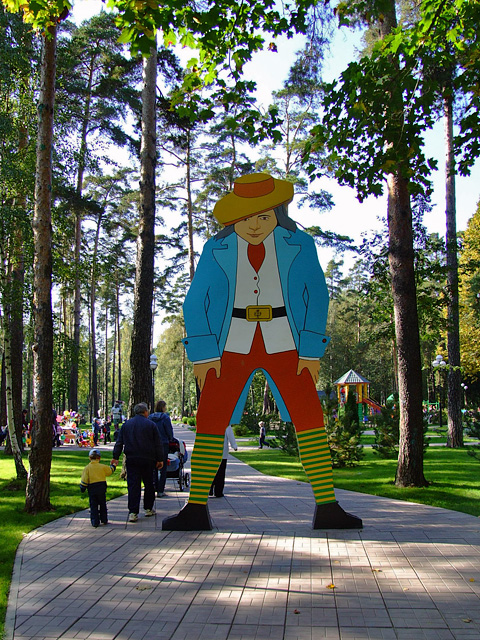
クラスノゴルスクの公園

クラスノゴルスクはカメラメーカー・光学機器メーカーのS・A・ズヴェーレフ記念クラスノゴールスク工場（KMZ）の本社所在地で、民生品のほか軍用の光学機器を多数作ってきた。その他、建材業、食品工業などの工場がクラスノゴルスクに立地している。

## 姉妹都市
- ホールレ, オランダ
- ヘーヒシュタット・アン・デア・アイシュ, ドイツ
- プルンゲ, リトアニア
- スリブニツァ, ブルガリア
- トゥクムス, ラトビア
- ヴォングロヴィエツ, ポーランド